# Чеакамус
Чеакамус (англ. Cheakamus 11) — індіанська резервація в Канаді, у провінції Британська Колумбія, у межах регіонального округу Сквоміш-Лілует.

## Населення
За даними перепису 2016 року, індіанська резервація нараховувала 57 осіб, показавши зростання на 1,8%, порівняно з 2011-м роком. Середня густина населення становила 3 осіб/км².
З офіційних мов обидвома одночасно не володів жоден з жителів, тільки англійською — 55.
Працездатне населення становило 62,5% усього населення, усі були зайняті.

## Клімат
Середня річна температура становить 8,7°C, середня максимальна – 19,5°C, а середня мінімальна – -4°C. Середня річна кількість опадів – 2 417 мм.
| Клімат поселення                              | Клімат поселення | Клімат поселення | Клімат поселення | Клімат поселення | Клімат поселення | Клімат поселення | Клімат поселення | Клімат поселення | Клімат поселення | Клімат поселення | Клімат поселення | Клімат поселення | Клімат поселення |
| Показник                                      | Січ.             | Лют.             | Бер.             | Квіт.            | Трав.            | Черв.            | Лип.             | Серп.            | Вер.             | Жовт.            | Лист.            | Груд.            |                  |
| Середній максимум, °C                         | 5,79             | 7,53             | 9,91             | 12,64            | 16,02            | 18,89            | 19,03            | 19,51            | 16,43            | 11,96            | 6,85             | 4,10             |                  |
| Середня температура, °C                       | 0,88             | 2,64             | 5,02             | 7,74             | 11,12            | 14,00            | 16,48            | 16,96            | 13,88            | 9,41             | 4,31             | 1,56             |                  |
| Середній мінімум, °C                          | −4,01            | −2,26            | 0,12             | 2,84             | 6,22             | 9,08             | 13,95            | 14,42            | 11,36            | 6,87             | 1,77             | −0,98            |                  |
| Норма опадів, мм                              | 357              | 225              | 225              | 163              | 121              | 91               | 63               | 67               | 86               | 286              | 416              | 317              |                  |
| Середньомісячна швидкість вітру, м/с          | 2.64             | 2.62             | 2.74             | 2.65             | 2.55             | 2.59             | 2.49             | 2.25             | 2.06             | 2.26             | 2.68             | 2.68             |                  |
| Середньомісячна сонячна радіація, кДж/м²·день | 3031             | 5927             | 9955             | 14993            | 18817            | 20152            | 21337            | 18175            | 12932            | 7009             | 3429             | 2378             |                  |
| --------------------------------------------- | ---------------- | ---------------- | ---------------- | ---------------- | ---------------- | ---------------- | ---------------- | ---------------- | ---------------- | ---------------- | ---------------- | ---------------- | ---------------- |
| Джерело:                                      |                  |                  |                  |                  |                  |                  |                  |                  |                  |                  |                  |                  |                  |